# Пећка Бистрица
Пећка Бистрица (алб. Bistrica e Pejës) је река у Србији, на Косову и Метохији. Одводњава северне падине Богићевице и источне падине Мокре Горе као и јужне стране Хајле и Штедима. Она се пробија кроз познату Руговску клисуру дугу 6 km, са местимично вертикалним странама и дубоку преко 1000 m. Дужина њеног тока је 62,4 km, а површина слива је 505 km².
Дешавало се да одрони створе вештачка језера, која би се излила и нанела штету у Пећи, нпр. 1926, а одрон се догодио и 5. фебруара 1937.